# Diamanti (Negramaro, Elisa e Jovanotti)
Diamanti è un singolo del gruppo musicale italiano Negramaro e dei cantanti italiani Elisa e Jovanotti, pubblicato il 17 marzo 2023, come primo estratto dal nono album in studio del gruppo Free Love.

## Descrizione
Il brano vede il frontman della band Giuliano Sangiorgi tornare a collaborare con i due artisti, a seguito delle collaborazioni Cade la pioggia (2007) e Safari (2008) con Jovanotti e per la quarta volta con Elisa con Basta così (2011), Ti vorrei sollevare (2009) e Sorrido già con Emma, contenuto nell'album On (2016). Il brano risulta essere inoltre la seconda collaborazione artistica tra Elisa e Jovanotti successivo a Palla al centro, quarto estratto dall'album Ritorno al futuro/Back to the Future, del 2022. Sangiorgi, Elisa e Jovanotti, figurano nelle vesti di autori del brano, con la produzione di Sixpm e Andrea "Andro" Mariano.

## Accoglienza
Diamanti è stato accolto in maniera positiva da parte della critica specializzata.
Rockol scrive che il brano sia «più di una ballata» poiché risulta «intenso con cambi di ritmo, dominato da tre delle voci più riconoscibili della musica italiana», scrivendo che inizia con l'uso di tastiere e chitarra ma che «si apre in una ritmica più sincopata quando entra Jovanotti, per poi arrivare ad un ritornello dritto». Anche Simona Marchetti de Il Corriere della Sera rimane piacevolmente colpita dall'interazione dei tre artisti, scrivendo che «le atmosfere rock dei Negramaro si fondono con la vocalità di Elisa e il rap di Jovanotti».
Fabio Fiume di All Music Italia assegna al brano un punteggio di 8 su 10, affermando che attraverso il brano i tre artisti «dimostrano con questa canzone che, nonostante le lunghe carriera, hanno ancora molto da raccontare», poiché «si muove musicalmente e melodicamente tra i confini delle storiche ballate dei salentini, con l’aggiunta però dell’impeto caratteriale riconoscibile degli altri due artisti». Fiume si sofferma sul testo, definendolo «una fotografia di un rapporto reale, tangibile» non solo d'amore ma anche di amicizia, sottolineando che l'uso di «termini non edulcorati» siano «la verità dei passaggi di una storia» e non «il diseducativo tentativo di sentirsi al pari della generazione moderna».
Giulia Ciavarelli di TV Sorrisi e Canzoni definisce la collaborazione una «ballad intensa» con «sonorità rock, rap travolgente e una vocalità ipnotica che cattura al primo ascolto», il cui tema si concentra in «una storia d'amore totale e universale». Anche Agenzia ANSA si sofferma sul significato del brano, scrivendo che «le relazioni superano ogni limite attraverso l'empatia ed il perdono», trovando Elisa dalla «ipnotica vocalità» e Jovanotti «travolgente» grazie alla narrazione di «immagini poetiche e suggestive».

## Video musicale
Il video musicale, diretto da Francesco Lorusso, è stato pubblicato il 24 marzo 2023 sul canale YouTube del gruppo.

## Tracce
Testi e musiche di Elisa Toffoli, Giuliano Sangiorgi e Lorenzo Cherubini.
1. Diamanti – 3:30

## Classifiche
| Classifica (2023) | Posizione massima |
| ----------------- | ----------------- |
| Italia            | 40                |

## Riconoscimenti
Videoclip Italia Awards
- 2024 – Candidatura alla migliore scenografia[17]